# SMS Kaiser (1860)
SMS Kaiser byla šroubová řadová loď rakouského námořnictva. Ve službě byla v letech 1859–1869, přičemž se roku 1866 účastnila bitvy u Visu. Následně byla kompletně přestavěna na kasematovou obrněnou loď, která byla ve službě v letech 1873–1902. Poté byla přejmována na Bellona a do roku 1918 sloužila jako plovoucí kasárna. Její další osud je neznámý.

## Stavba

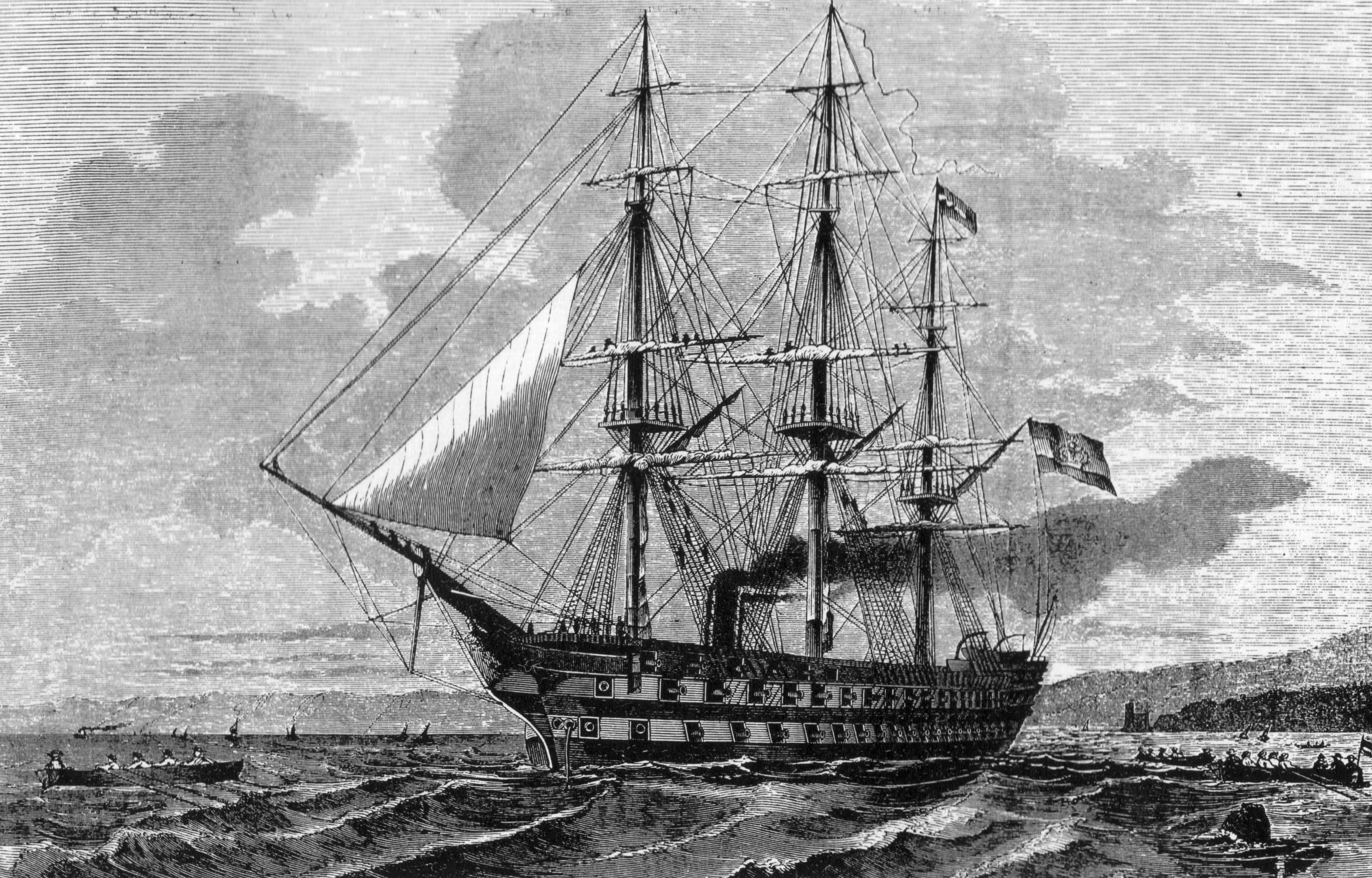
Řadová loď Kaiser

Plavidlo bylo postaveno námořním arzenálem v Pule. Jeho kýl byl založen 25. května 1856 a dne 4. října 1858 bylo spuštěno na vodu. Vystrojení stěžni, takeláží, výzbrojí a dalším vnitřním zařízením poté provedlo samo rakouské námořnictvo. Po vypuknutí války mezi Rakouským císařstvím a Francií se Sardinií měl být Kaiser potopen jako blokádní loď v Benátkách. Nakonec ale byl odvlečen do Terstu, kde byl v loděnici Stabilimento Tecnico Triestino (STT) dokončen a zároveň vybaven parním strojem. Do služby byl přijat roku 1859.

## Konstrukce

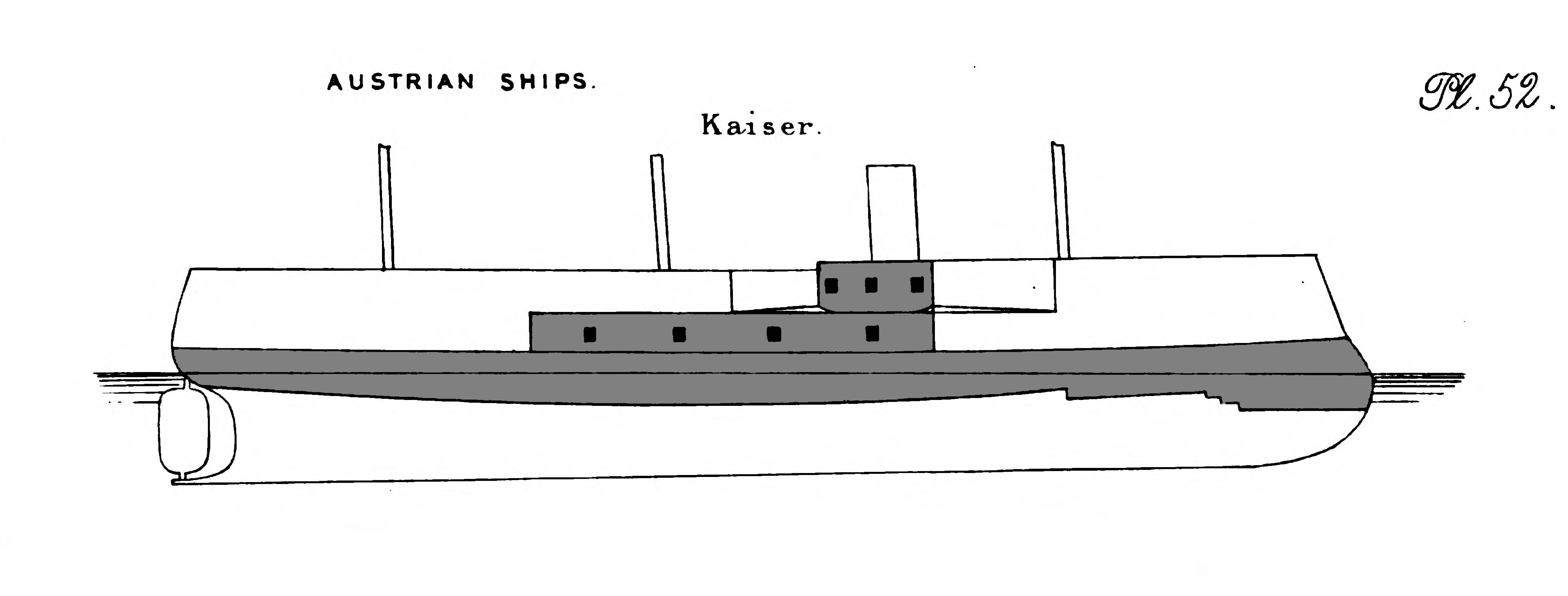
Základní uspořádání plavidla Kaiser po přestavbě na obrněnou loď

K roku 1863 plavidlo neslo dvě 24liberní děla systému Wahrendorf, šestnáct 60liberních granátových děl, padesát čtyři 30liberních děl II. třídy a dvacet 30liberních děl IV třídy. Kromě plachet bylo vybaveno ležatým nízkotlakým parním strojem o výkonu 2006 HP, se kterým mohlo plout rychlostí až 11,5 uzlu.

### Modernizace

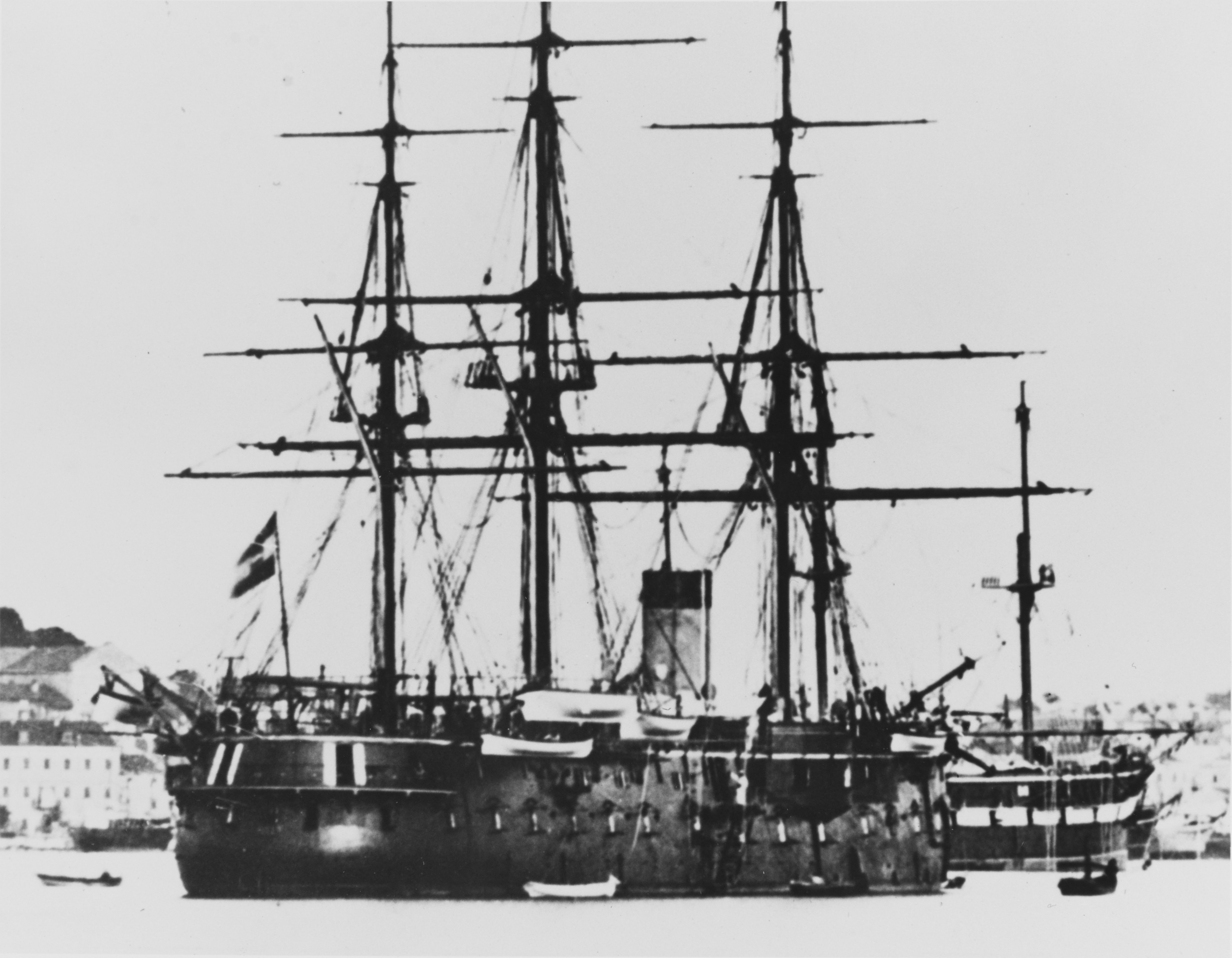
Kaiser po přestavbě na obrněnou loď

Roku 1869 bylo rozhodnuto zastaralý Kaiser přestavět na kasematovou obrněnou loď. Dne 2. února 1869 začaly práce v suchém doku, při kterých plavidlo dostalo novu příď a záď a jeho trup byl přestavěn ze železa. Pohonný systém byl zachován, byl však zvýšen jeho výkon. Výtlak plavidla se zvýšil na 5720 t. Trup měl délku na vodorysce 77,75 m, šířku 17,76 m a ponor 7,37 m. Boky chránil 102–152mm pancíř a hlavní výzbroj byla umístěna v kasematě chráněné 127mm pancířem. Po dokončení bylo vyzbrojeno deseti 229mm kanóny Armstrong (23liberními) a šesti 106mm kanóny (8liberními). Pohonný systém tvořil parní stroj o výkonu 2786 ihp. Nejvyšší rychlost dosahovala 11,55 uzlu. Posádku tvořilo 471 osob.
Roku 1882 byl Kaiser přezbrojen. Novou výzbroj tvořilo deset 23liberních kanónů, šest 9cm kanónů, dva 7cm kanóny, čtyři rchlopalné 4,7cm kanóny L33, tři revolverové 4,7cm kanóny a čtyři pětihlavňové 25mm kanóny Nordenfeldt. Nakonec byly roku 1885 přidány tři 350mm torpédomety.

## Služba

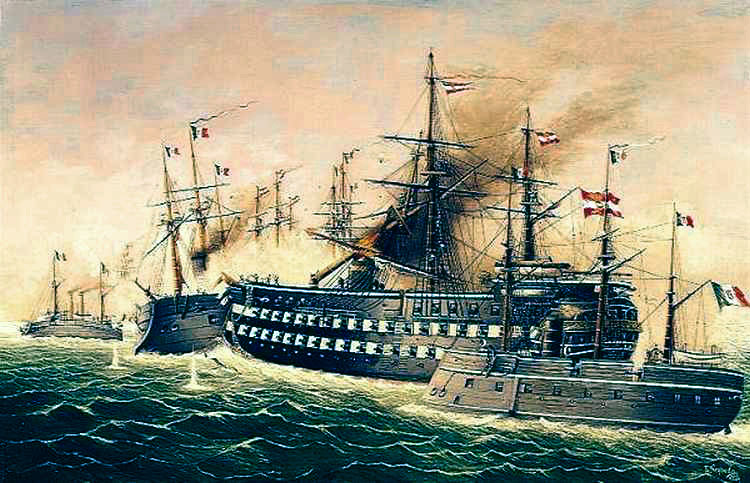
Obraz zachycující řadovou loď Kaiser taranující italský obrněnec Re di Portogallo v bitvě u Visu

Dne 27. března 1864 Kaiser vyplul směrem do Severního moře, kde probíhala Dánsko-německá válka. Jeho eskadra ale do oblasti doplula až po skončení této války.
V roce 1866 se Kaiser účastnil bitvy u Visu, přičemž před bitvou byly na boky lodi pro její lepší ochranu připevněny kotevní řetězy a kolejnice. V bitvě lodi velel kapitán řadové lodi Petz. Tomu se podařilo taranovat italskou pancéřovou šroubovou fregatu Re di Portogallo, samotný Kaiser ale byl nárazem také poškozen, přišel o čelen a přední stožár. Loď se poté z bitvy stáhla. Její opravy probíhaly do srpna 1866.
V letech 1869–1873 byl Kaiser přestavěn na kasematovou obrněnou loď. V této podobě sloužil až do svého vyřazení roku 1902. Tehdy byl demontován jeho pohonný systém, plavidlo bylo přejmenováno na Bellona a nadále bylo využíváno jako plovoucí kasárna. Zůstalo zakotveno v Pule až do konce první světové války. Jeho další osud je neznámý.